# ROMP

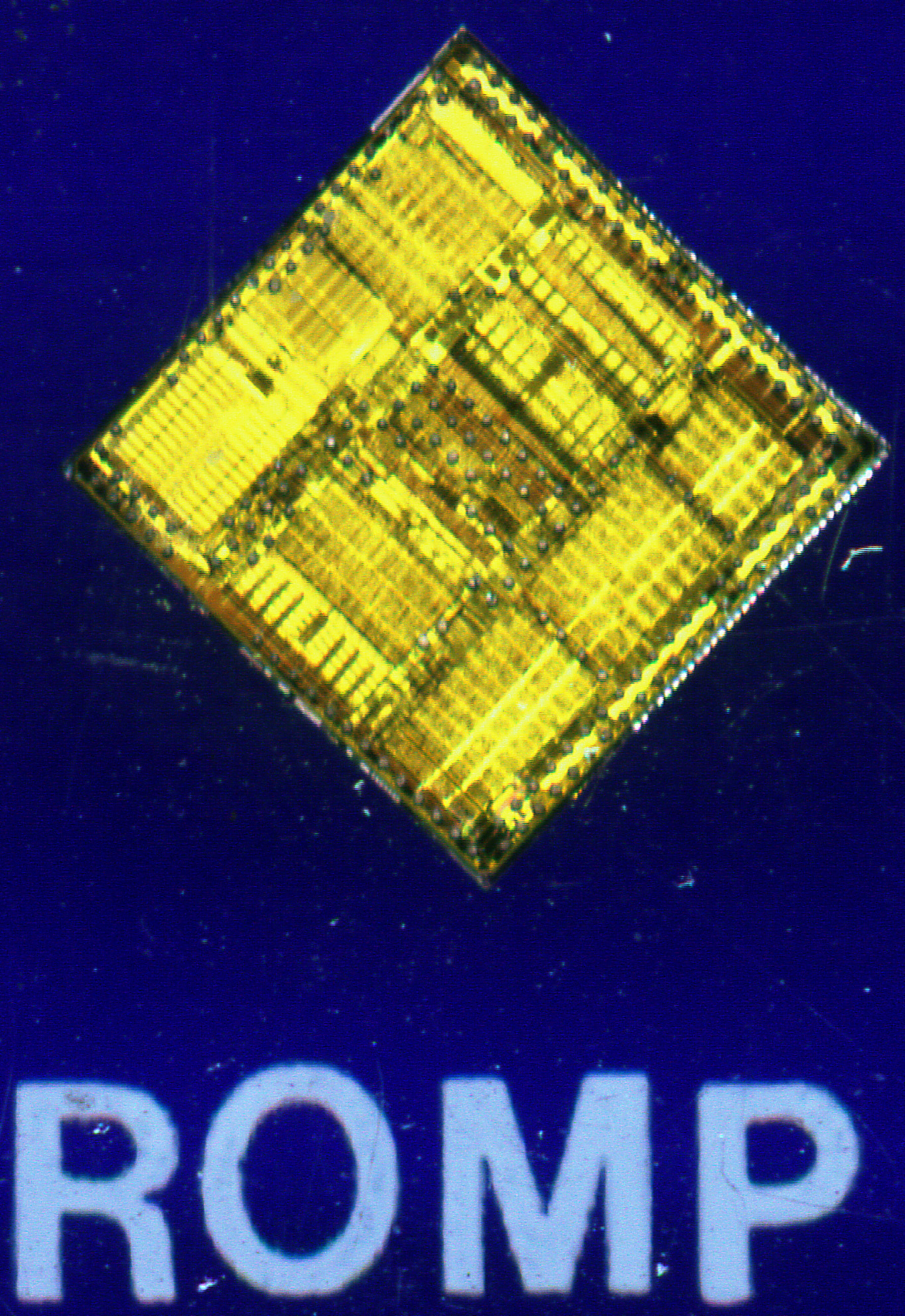
ROMP

ROMP (сокращение от Research OPD Micro Processor) — один из первых RISC-процессоров, разработанный подразделением Office Products Division компании IBM в начале 1980-х на замену процессору OPD Mini Processor (англ.) разработанному в середине 1970-х, который использовался в текстовых процессорах IBM Office System/6 (англ.). ROMP содержал 45 000 транзисторов, был произведён по 2 мкм технологии, и был представлен в 1981 году. В дальнейшем использовался в линейке рабочих станций IBM PC/RT, но был заменён на Intel 8088.
Изначально ROMP имел RISC архитектуру с 24-битными командами, которые в дальнейшем были расширены до 32-битных. Процессор имел 16 регистров общего назначения, 118 инструкций и работал на частоте 10 МГц.